# Красковская (Шеговарское сельское поселение)
Красковская — деревня в Шенкурском районе Архангельской области. Входит в состав муниципального образования «Шеговарское».

## География
Деревня расположена в южной части Архангельской области, в таёжной зоне, в пределах северной части Русской равнины, в 32 километрах на север от города Шенкурска, на правом берегу реки Ледь, притока Ваги. Ближайшие населённые пункты: на юге-западе деревня Игнашевская, на северо-востоке деревни Коромысловская, Фадеевская и Гришинская.
Часовой пояс
Красковская, как и вся Архангельская область, находится в часовой зоне МСК (московское время). Смещение применяемого времени относительно UTC составляет +3:00.

## Население
| 2002 | 2010 | 2012 |
| ---- | ---- | ---- |
| 8    | ↘2   | ↗3   |

## История
Указана в «Списке населённых мест по сведениям 1859 года» в составе 2-го стана Шенкурского уезда Архангельской губернии под номером «2365» как «Кросковская (Красковская, Тимофеева)». Насчитывала 10 дворов, 37 жителей мужского пола и 51 женского.
В «Списке населенных мест Архангельской губернии к 1905 году» деревня Красковская (Тимофеева) насчитывает 15 дворов, 57 мужчин и 59 женщин. В административном отношении деревня входила в состав Предтеченского сельского общества Предтеченской волости.
На 1 мая 1922 года в поселении 22 двора, 47 мужчин и 66 женщин.